# Geranium nepalense
Geranium nepalense là một loài thực vật có hoa trong họ Mỏ hạc. Loài này được Sweet mô tả khoa học đầu tiên năm 1820.